# Grande Mesquita do Sultão Qabus
A Grande Mesquita do Sultão Qabus é a mesquita mais importante do Sultanato de Omã.

## Construção
Em 1992 o Sultão Qabus determinou que o seu país de Omã que deveria ter uma Grande Mesquita. A concorrência para a sua conceção teve lugar em 1993 e depois de o Bausher foi escolhido como local de construção, as obras começaram em 1995. A construção, que foi realizada por Carillion Alawi LLC demorou seis anos e quatro meses.
A mesquita foi construída a partir de 300 mil toneladas de arenito índio. A principal Musalla (sala de oração) é quadrada (dimensões externas 74,4 x 74,4 metros) com uma cúpula central subindo a uma altura de cinquenta metros acima do chão. A cúpula e o principal minarete (de 90 metros) e quatro minaretes de acompanhamento (de 45,5 metros) são características visuais chefe da mesquita. A principal Musalla pode conter mais de 6.500 fiéis, enquanto a Musalla das mulheres pode acomodar 750 fiéis. O chão pavimentado exterior pode conter 8000 fiéis e há espaço adicional disponível no pátio interior e as passagens, que fazem uma capacidade total de até 20.000 fiéis.

## Segundo maior tapete feito à mão do mundo e lustre
A característica principal do design do interior é o tapete de oração que cobre o chão da sala de oração. Ele contém, 1700 000 000 nós, pesa 21 toneladas e levou quatro anos para produzir, e reúne as tradições clássicas de design Tabriz, Caxã e Isfahan. Foram utilizados 28 cores em vários tons, a maioria obtida a partir de corantes vegetais tradicionais. É o segundo maior tapete de peça única no mundo. Este tapete de tecido à mão foi produzido pela  Iran Carpet Company (ICC) por ordem da Divã da Corte Real do Sultanato de Omã para cobrir todo o piso do salão principal oração da mesquita. O tapete mede 70 × 60 metros, e cobre uma área de 4.343 metros quadrados do salão de oração, tudo em uma única peça. O lustre acima da sala de oração é de 14 metros de altura e foi fabricado pela empresa Faustig da Alemanha. A mesquita foi construída em um local que ocupa 416 mil metros quadrados e o complexo se estende a uma área de 40.000 metros quadrados. A Grande Mesquita recém-construída foi inaugurada pelo Sultão de Omã em 4 de maio de 2001.